# Schlüssellochhöhle
Die Schlüssellochhöhle ist eine natürliche Karsthöhle im Laubensteingebiet in der Gemeinde Aschau im Chiemgau. Sie ist mindestens 1870 Meter lang und weist eine Höhendifferenz von 156 Metern auf. 1933 wurden in der Höhle 11.000 Jahre alte Skelettfragmente eines Höhlenbären gefunden.

## Beschreibung
Das Gebiet um den Laubenstein weist verschiedene Karstformen, wie Dolinen, Ponore, Karrenfelder und einen großen Einbruchkessel auf, die Grubalm-Polje, auch Eiskeller genannt. Daneben gibt es zahlreiche Höhlen, von denen die Schlüssellochhöhle und die Große Spielberghöhle die bekanntesten sind. Bei beiden handelt es sich um Talabflusshöhlen, die ihr Wasser von Ponoren erhielten. Der Zugang zur Schlüssellochhöhle befindet sich an der Westflanke des Laubensteins in 1275 m Höhe, nur knapp 500 m östlich vom Eingangstrichter der am Spielberg gelegenen Großen Spielberghöhle entfernt. Die Schlüssellochhöhle ist keine Schauhöhle, wird aber des Öfteren besucht. Der Eingang ist jederzeit offen, an vielen Stellen im Inneren sind Fixseile angebracht. Zu empfehlen ist ein Einstieg in die Höhle aber nur Geübten. Der Aufbau der Höhle ist recht komplex. Bis heute sind nicht alle Gänge dokumentiert. 2021 wird ihre Gesamtlänge mit 1870 m angegeben. Sie führt bis zu 156 m in die Tiefe. Neuzugänge der letzten Jahre waren „Stanglschlot“, „Hexenschlot“, „Dom im Riesenversturz“, „Hohe Kluft“ und „Landregenhalle“. Ihren Namen hat die Höhle wohl von einem 50 Meter langen Gang mit Schlüssellochprofil, in den man kurz hinter dem Eingang gerät. Hat man die Verzweigungshalle erreicht, bieten sich mehrere Möglichkeiten („Obere Kaskaden“, „Weißer Gang“, „Schneckengang“, „Hexenkessel“), die alle in die „Bärenhalle“ führen. In den hinteren Teilen wechseln große Hallen mit engen aktiven Klammstrecken. In der Höhle finden sich reiche kristallisierte Sintererscheinungen, Perlsinter, Platten und Rippen mit Ansätzen zu Tropfsteinbildungen (bis 15 cm lang) sowie starkem Kalkmilchbelag.

## Geschichte
Die Schlüssellochhöhle wurde 1920 erstmals von Josef Aiblinger aus Hendenham und Florian Aiblinger aus Gschwendt zusammen mit Heerespfarrer Stefan Gmeiner und einem gewissen Fritz aus Westerndorf befahren. Im Jahr 1933 fand Ernst Göser aus Aschau 130 Meter hinter dem Eingang den Schädel eines adulten männlichen Höhlenbären. Er übergab ihn an den Geologen Hans Lenk in Aschau. Auf Umwegen kam der Schädel an das Ludwig-Thoma-Gymnasium Prien, wo er jahrzehntelang im Lehrmittelraum lagerte. Zufällig wiederentdeckt wurde er am Paläontologischen Institut in München untersucht und konserviert. Sein Alter wird auf 11.000 Jahre geschätzt. Sowohl das Südostbayerische Naturkunde- und Mammut-Museum Siegsdorf als auch der Frasdorfer Heimat- und Kulturverein meldeten Ansprüche an. Der Schädel und weitere Skelettteile wie Becken- und Wirbelknochen, die 1993 nachgesammelt wurden, wurden schließlich Frasdorf zugesprochen, wo schon seit Jahren der Aufbau einer karst- und höhlenkundlichen Ausstellung geplant war. Heute wird er den Besuchern des Höhlenmuseums Frasdorf in einer nachgebildeten Höhle präsentiert.
2003 war die Schlüssellochhöhle eine der drei Höhlen, in der die Willi-wills-wissen-Folge Wer traut sich rein in dunkle Höhlen? gedreht wurde.

## Fledermäuse
In der Schlüssellochhöhle gibt es viele Hangplätze für Fledermäuse. Da sie ständig wasserführend ist, bietet sie den Tieren ein gutes Innenklima. Im Winter ist der Zugang jedoch beschränkt, wenn der Eingang zuschneit. Folgende Arten konnten in der Schlüssellochhöhle nachgewiesen werden: Kleine Hufeisennase, Mopsfledermaus, Bechsteinfledermaus, Großes Mausohr und Wimperfledermaus.